# 겐포
겐포(建保, けんぽう)는 일본의 연호(元号) 중 하나이다.
- 전후 : 겐랴쿠(建暦) 이후 - 조큐(承久) 이전.
- 시기 : 1213년 ~ 1218년
- 천황 : 준토쿠 천황
- 인세이 : 고토바 상황
- 쇼군 : 가마쿠라 막부의 미나모토 노 사네토모
- 싯켄 : 호조 요시토키

## 개원(改元)
- 겐랴쿠 3년 12월 6일(율리우스력 1214년 1월 18일), 개원.
- 겐포 7년 4월 12일(율리우스력 1219년 5월 27일), 조큐로 개원된다.

## 출전
『서경』의 「惟天丕建、保乂有殷」.

## 겐포 시기에 일어난 일
- 7년
  - 정월 : 쓰루가오카 하치만구(鶴岡八幡宮)에서, 미나모토 노 요리이에의 아들 구교(公暁)에게 쇼군 미나모토 노 사네토모가 암살당하다.

## 서력과의 대조표
| 겐포 | 원년   | 2년    | 3년    | 4년    | 5년    | 6년    | 7년    |
| ---- | ------ | ------ | ------ | ------ | ------ | ------ | ------ |
| 서력 | 1213년 | 1214년 | 1215년 | 1216년 | 1217년 | 1218년 | 1219년 |
| 간지 | 계유   | 갑술   | 을해   | 병자   | 정축   | 무인   | 기묘   |

## 같이 보기
- 일본의 연호 일람

| 이전 겐랴쿠 | 일본의 연호 1213년 ~ 1219년 | 다음 조큐 |